# Bretton Woods

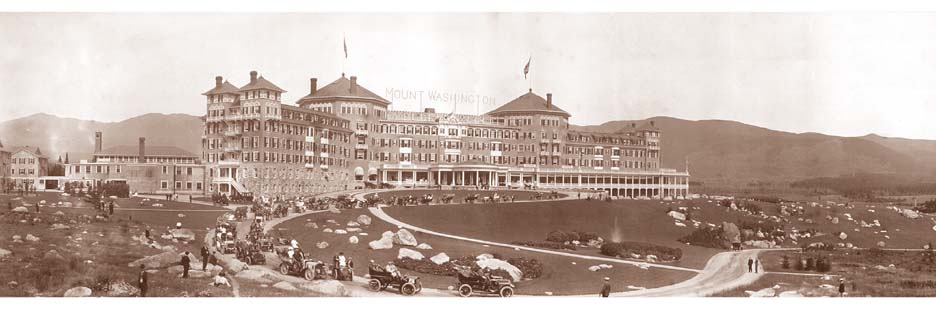

Bretton Woods este o zonă în care se află orașul Carroll, New Hampshire, USA.